# Divadlo Járy Cimrmana
Divadlo Járy Cimrmana (zkracované jako DJC) je pražský divadelní soubor fungující od konce 60. let. Jeho repertoár tvoří komické hry Ladislava Smoljaka a Zdeňka Svěráka s tematikou fiktivního českého génia Járy Cimrmana, který je prohlašován za původního autora těchto her. V divadle tradičně hrají pouze muži, a to bez hereckého vzdělání – výjimku tvoří pouze profesionální posily Miroslav Táborský, Vojtěch Kotek, Josef Čepelka a Ondřej Vetchý, které byly obsazeny po sérii úmrtí několika kmenových herců souboru. Jde o jedno z nejúspěšnějších a nejpopulárnějších českých autorských divadel a českých poválečných divadel vůbec. 
Od roku 1992 působí soubor na půdě Žižkovského divadla Járy Cimrmana, kde vystupuje i Cimrman English Theatre uvádějící hry Divadla Járy Cimrmana v anglickém jazyce. Ředitelkou Žižkovského divadla Járy Cimrmana je Jana Rumlenová, manželka herce DJC Genadije Rumleny. Samotné Divadlo Járy Cimrmana není právním subjektem, je zastupováno Divadelní agenturou Echo, v jejímž čele po smrti Václava Kotka stojí jeho žena Alena a syn Vojtěch. O technické zajištění představení souboru a jeho propagaci se stará společnost DJC vedená Robertem Bártou, jejím společníkem je i Michal Weigel, mající na starosti grafickou stránku propagace divadla. Historii souboru mapuje historik a redaktor Českého rozhlasu Tomáš Maleček.
| „                                             | Člověk se musí rozhodnout, jestli dělat legraci pro chytrý nebo pro blbý. Přitom i v tom představení pro chytrý musí bejt tu a tam něco pro blbce. Takový dlaždice, po kterejch může ten blbec za tím představením kulhat. | “ |
| — Jan Werich (o humoru Divadla Járy Cimrmana) | |   |

## Historie souboru

### Začátky
Prvotním autorem nápadu založit toto divadlo byl Jiří Šebánek, který roku 1966 seznámil se svou myšlenkou své kolegy z rozhlasu Miloně Čepelku, Ladislava Smoljaka a Zdeňka Svěráka. K projektu byli v jeho rané fázi přizváni ještě Karel Velebný, Jan Trtílek a Oldřich Unger jako účinkující a Helena Philippová, která se ujala režie. Už 23. prosince toho roku pak byl v rozhlasovém pořadu Nealkoholická vinárna U Pavouka oznámen „doktorem Evženem Hedvábným“ (pseudonym Karla Velebného, pod nímž byl později označován za Svěrákova bratrance) nález pozůstalosti doposud neznámého českého génia Járy Cimrmana ve (fiktivní) vesnici Liptákov v Pojizeří. Krátce po založení se k souboru připojili Ivan Štědrý, Josef Podaný, Vít Mach a Jiří Stivín, drobných rolí se ujali kulisáci Milan Papírník, Petr Čada, Jindřich Holna a František Malota.
Podle původního plánu měly být při premiéře nového divadla uvedeny dvě jednoaktové hry, z nichž jednu měl napsat Zdeněk Svěrák a druhou Jiří Šebánek. Jelikož však Šebánkova hra Domácí zabijačka nebyla včas dokončena, bylo nutné plán změnit. Její místo vyplnil seminář o Cimrmanově životě a díle, přičemž tuto originální formu (seminář + hra) si udržela představení DJC dodnes. Po semináři následovala Svěrákova hra Akt (lehce morbidní rodinná komedie, v podtitulu „hra se zpěvy a tanci“), která měla nejprve zkušební premiéru pro rodiny a známé, a teprve poté byla 4. října 1967 v Malostranské besedě představena široké veřejnosti.
Ještě téhož roku mělo premiéru Smoljakovo Vyšetřování ztráty třídní knihy (činohra žánru absurdní komedie), a pak byla konečně uvedena i Šebánkova Domácí zabijačka aneb Nebyl tady Bormann (podtitul „toiletní horor“). V té době už ale sílily osobní i umělecké neshody mezi Šebánkem a Philippovou na jedné straně a Smoljakem na straně druhé, které se postupně staly nepřekonatelnými. Zdeněk Svěrák se přiklonil na Smoljakovu stranu, což roku 1969 vedlo k odchodu Šebánka, Philippové a několika dalších členů, a ke stažení Domácí zabijačky z repertoáru. (Šebánek později založil paralelní cyklus Salón Cimrman, kde s ním z původních členů divadla účinkoval Karel Velebný a jako stálý host Miloň Čepelka.) Režisérem Divadla Járy Cimrmana se po Philippové stal právě Ladislav Smoljak.

### V 70. a 80. letech
Působení divadla v období normalizace se neslo ve znamení ustavičných neshod a bojů se státním aparátem, kulturními komisemi a cenzurou (které zachycuje i film Nejistá sezóna), kdy se divadlo muselo několikrát stěhovat, hrát na alternativních scénách v provizorních, často zcela nevyhovujících podmínkách, měnit obsah her (například sexuolog Pepa ze hry Akt byl původně příslušník Veřejné bezpečnosti) a svého času, v roce 1972, mělo dokonce zakázáno účinkovat na území Prahy. Největší problémy s cenzurou měla hra Lijavec (1982), která musela být už následujícího roku stažena a znovu mohla být uváděna až od roku 1986.
Navzdory těmto problémům a překážkám se DJC během této doby stalo velmi populárním, Smoljak se Svěrákem psali (nyní už společně) další hry a tvorba divadla mohla vycházet i oficiálně knižně (scénáře) a na gramodeskách. Etabloval se „klasický“ (ne)herecký ansámbl, obvykle doplňovaný z řad kulisáků nebo přátel stávajících herců. Kromě zakladatelů Svěráka, Smoljaka, Čepelky a Ungera (ten koncem 70. let emigroval) sem patřili Jaroslav Weigel (také výtvarník scén a doprovodných materiálů), Jaroslav Vozáb, Pavel Vondruška (také dirigent případné scénické hudby), Petr Brukner, František Petiška (zemřel roku 1980), později Václav Kotek (ten se posléze stal především manažerem a impresáriem divadla), Jan Hraběta, Bořivoj Penc, Genadij Rumlena, Josef Koudelka a Jan Kašpar. Krátce jako herci DJC vystupovali např. také režiséři Andrej Krob a Jiří Menzel či skladatel Jaroslav Uhlíř. Významným členem byl ve své době i skladatel a herec Jan Klusák, autor hudby k představení Cimrman v říši hudby.
V 80. letech realizovali Smoljak se Svěrákem na cimrmanovská témata i několik filmů (jsouce tehdy už zavedenými a úspěšnými autory filmových komedií), konkrétně Jára Cimrman ležící, spící, rekonstruovaná Cimrmanova biografie popisovaná v seminářích, Rozpuštěný a vypuštěný na motivy hry Vražda v salonním coupé, a Nejistá sezóna, autobiograficky ztvárňující skutečný život divadla v té době a obsahující úryvky několika dalších her (zejména Vizionáře). Všechny tyto filmy režíroval Ladislav Smoljak a vystupovali v nich (mezi jinými) i herci DJC.
Roku 1988 postihla soubor DJC dvě neštěstí, když zemřel Jaroslav Vozáb a záhy nato se vážně zranil Jan Kašpar. Ten i přes své ochrnutí ale zůstal hercem divadla a autoři mu v dalších hrách psali na tělo „sedavé“ role.

### Po roce 1989
Uvolnění po revoluci v roce 1989 přineslo nejen možnost uvést hru Blaník (o které se nevěřilo, že projde přes schvalovací komisi), ale i rozmach popularity osobnosti Járy Cimrmana. Byly po něm pojmenovány nejen ulice, ale např. i planetka objevená astronomem Zdeňkem Moravcem. V červnu 1995 dostala hra Záskok Cenu Alfréda Radoka jako hra roku 1994.
Postupně docházelo k přirozené generační obměně ansámblu, i když jen velmi zvolna, neboť stávající herci zpravidla účinkovali (nebo ještě účinkují) až do velmi vysokého věku, často doslova až do smrti. Z mladší generace se mezi kmenové herce zařadili Marek Šimon, Petr Reidinger a Robert Bárta, původně kulisáci a technici. Menší role získal také Michal Weigel, syn Jaroslava Weigela.
Roku 2008 byla uvedena patnáctá hra České nebe, obecně chápaná jako poslední. V ní se poprvé ve větší roli objevil Zdeněk Škrdlant, který nahradil Josefa Koudelku.
Významné personální ztráty postihly divadlo roku 2010, kdy ze zdravotních důvodů musel odejít Pavel Vondruška, kterého v roli dirigenta nahradil Milan Svoboda, a zejména zemřel Ladislav Smoljak, jedna z vůdčích osobností souboru. Milan Svoboda je podobně jako Bořivoj Penc hercem, který nikdy nezastával v DJC funkci technika. Zdeněk Svěrák se tehdy rozhodl přijmout do souboru profesionální posilu, herce Miroslava Táborského. Roku 2013 po vleklé nemoci skonal i Jan Kašpar. Toho v roli praotce Čecha nahradil Andrej Krob, který se do divadla vrátil po 21 letech. Zmiňované ztráty byly částečně kompenzovány také skrze angažmá dvou potomků členů divadla, herců Josefa Čepelky a Vojtěcha Kotka, v rámci tzv. akce „synové pomáhají otcům“.
Další vlna úmrtí přišla koncem 10. let, kdy zemřeli Bořivoj Penc (2018), Jaroslav Weigel a Václav Kotek (oba 2019). Náhradou se jako další hostující profesionál k DJC připojil Ondřej Vetchý, který o vstup do divadla usiloval již dříve spolu s Michalem Suchánkem, a více prostoru dostali také kulisáci Robert Bárta a Zdeněk Škrdlant. Zvláště Robert Bárta je názornou ukázkou základního principu DJC, kdy se z kulisáků postupně stávají herci hlavních rolí, na rozdíl od ostatních herců, kteří si rovněž prošli tímto kariérním postupem, se však Bárta stále nevzdal práce kulisáka, dokonce zastává funkci hlavního technika. Zajímavou skutečností je, že v tomto období účinkovalo v divadle hned pět herců, kteří ztvárňovali pouze jednu roli – Vojtěch Kotek, Josef Čepelka, Milan Svoboda, Andrej Krob a Ondřej Vetchý
V roce 2023 soubor opustil Andrej Krob a Vojtěchu Kotkovi byla svěřena hlavní role doktora Žáby ve hře Afrika. O rok později se Ondřej Vetchý začal uplatňovat v Poslu z Liptákova jako Standa a nezvaný host a Josef Čepelka byl obsazen do trojrole ženských postav ve hře Švestka. Velkým projektem divadla bylo natočení cestopisného seriálu Stopy Járy Cimrmana, který odvysílala Česká televize na jaře roku 2023, následující rok byl uveden také dokumentární snímek Cimrmani zblízka Marka Šimona. Od roku 2025 se Vojtěch Kotek uplatňuje i jako učitel ve Vyšetřování ztráty třídní knihy a v roli pocestného ve hře Dlouhý, Široký a Krátkozraký začal před koncem sezény 2024/2025 zaskakovat Tomáš Maleček, redaktor Českého rozhlasu a dlouholetý příznivec a propagátor DJC.

## Působiště divadla
- K prvnímu zkušebnímu představení došlo 19. 6. 1967 v Malostranské besedě (pro rodiny a známé) a oficiálně pro veřejnost (4. 10. 1967) – šlo o hru Akt.
- V lednu 1972 se DJC nastěhovalo do pražské Reduty.
- Od října 1974 DJC vystupovalo bez kulis, kostýmů a rekvizit na různých alternativních scénách – strahovská Sedmička, kolej 5. května, Klub chemiků, Divadlo v Řeznické.
- Od března 1975 divadlo působilo v Branické ulici č. 41 na Praze 4, kam se přestěhovalo po krátkém intermezzu v kulturním domě Novodvorská.
- Od roku 1983 působilo Divadlo Járy Cimrmana v Divadle Solidarita (dnes Strašnické divadlo).
- Od roku 1992 je domovskou scénou Žižkovské divadlo Járy Cimrmana, p. o., které sídlí na Štítného 520/5, 130 00, Praha 3 – Žižkov (dříve Žižkovské divadlo T. G. Masaryka; budova stále nese název Masarykův dům[5]).

## Hry
Představení jsou koncipována jako vědecké semináře, v rámci kterých herci v roli vědců cimrmanologů nejprve prezentují své objevy o životě a díle před nedávnem ještě neznámého génia Járy Cimrmana a následně amatérsky předvedou některou z jeho divadelních her. Herci v průběhu představení vystupují pod svými skutečnými jmény, která však doplňují fiktivními akademickými tituly. V několika představeních se však na scéně objeví i postavy zcela fiktivní, konkrétně Josef Schmoranz v představení Posel z Liptákova (hraný Petrem Reidingerem nebo Genadijem Rumlenou), nezkušený technik Roman Měcháček v představení Dobytí severního pólu (hraný některým z techniků), asistent Plch v představení Afrika (hraný některým z techniků) a v letech 1967–1969 také doktor Evžen Hedvábný v představení Akt (hraný Karlem Velebným). Specifické jsou též postava studenta cimrmanologie v představení Hospoda Na Mýtince (hraná aktuálně Robertem Bártou, jinak vědcem s titulem inženýr) a postava zasloužilého mistra sportu v představení Lijavec (hraná aktuálně Zdeňkem Škrdlantem, jinak asistentem), herci v těchto rolích sice vystupují pod svým jménem, nepoužívají však své obvyklé akademické tituly a je k nim přistupováno zcela odlišně než v ostatních představeních.
- 1. Akt. Rodinné drama se zpěvy a tanci (pův. Akt aneb Údiv žandára Kovandy), 1967 /Cimrman, Svěrák/: 5 herců a 1 kulisák
- 2. Vyšetřování ztráty třídní knihy. Činohra, 1967 /Cimrman, Smoljak/: 4 herci a 1 kulisák
- Domácí zabijačka aneb Nebyl tady Bormann. Toiletní horror, 1968 /Cimrman, Šebánek/ (vypuštěna z repertoáru po odchodu Jiřího Šebánka z divadla) – 8 herců
- 3. Hospoda Na Mýtince. Opereta, 1969 /Cimrman, Smoljak, Svěrák/: 4 herci
- 4. Vražda v salonním coupé. Detektivní hra, 1970 /Cimrman, Smoljak, Svěrák/: 5 herců
- 5. Němý Bobeš aneb Český Tarzan, 1971 /Cimrman, Smoljak, Svěrák/: 6 herců
- 6. Cimrman v říši hudby, 1973 /Cimrman, Klusák, Smoljak, Svěrák/: 5 herců a 1 kulisák + 6 hudebníků
- 7. Dlouhý, Široký a Krátkozraký. Pohádka, která u dětí propadla, 1974 /Cimrman, Smoljak, Svěrák/: 6 herců
- 8. Posel z Liptákova. Expedice do kraje Cimrmanova stáří, 1977 /Cimrman, Smoljak, Svěrák/: 5 herců (včetně role v semináři) a 1 kulisák
- 9. Lijavec. Hra s opravdovým deštěm, 1982 /Cimrman, Smoljak, Svěrák/: 5 herců
- 10. Dobytí severního pólu Čechem Karlem Němcem 5. dubna 1909. Severské drama, 1985 /Cimrman, Smoljak, Svěrák/: 6 herců (včetně role v semináři) a 1 kulisák + 4 diváci
- 11. Blaník. Jevištní podoba historického mýtu, 1990 /Cimrman, Smoljak, Svěrák/: 5 herců a 1 kulisák (role přímo ve hře)
- 12. Záskok. Cimrmanova hra o nešťastné premiéře hry Vlasta, 1994 /Cimrman, Smoljak, Svěrák/: 6 herců
- 13. Švestka. Jevištní sklerotikon, 1997 /Cimrman, Smoljak, Svěrák/: 7 herců
- 14. Afrika. Češi mezi lidožravci, 2002 /Cimrman, Smoljak, Svěrák/: 7 herců a 1 kulisák + 1 divák
- 15. České nebe. Cimrmanův dramatický kšaft, 2008 /Cimrman, Smoljak, Svěrák/: 8 herců

Většina her je koncipována tak, aby mohl být jejich autorem skutečně Jára Cimrman, tedy jejich děj je situován do období pozdního Rakouska-Uherska, resp. belle époque. První tři hry, které napsali samostatně tři zakladatelé divadla, se o tento charakter ještě nesnažily, což je v případě Aktu vysvětleno tím, že podle Cimrmanova přání měl restaurátor hry právo přizpůsobit postavy i děj své době, pokud zachová její myšlenku. Vyšetřování ztráty třídní knihy je samo o sobě umístěno časově neurčitě (dojem starého Rakouska byl později akcentován přejmenováním postavy ministra školství na zemského školního radu), a Šebánkova Domácí zabijačka byla evidentně zasazena dokonce do doby po druhé světové válce, ovšem brzy po premiéře se přestala uvádět a dnes je prakticky neznámá.
Pasáže některých her, pokud by je byl skutečně napsal Cimrman počátkem 20. století, by ovšem svědčily o skutečně věšteckých autorových schopnostech – to se týká zejména hry Vizionář, kde je „předpovězena“ komunistická revoluce a znárodnění dolů.
Děj jednotlivých her funguje samostatně, hry spolu navzájem nesouvisejí, místy jsou však mezi nimi styčné detaily. Např. postava policejního inspektora Trachty alias Ludvíka se vyskytuje jak v Hospodě Na Mýtince, tak ve Vraždě v salonním coupé, o poručíkovi Pihrtovi ze hry Lijavec se v jedné replice zmiňuje také šikovatel Vogeltanz v Záskoku, a ve hře Afrika se objevuje narážka na vtip pronesený ve hře Švestka – Motyčka ze Švestky se ptá Sváti Pulce, zda není jeho otcem nějaký doktor Žába, a rovněž ve hře Afrika se baron Ludwig (hraný zpravidla stejným hercem jako Motyčka) otáže dr. Emila Žáby, zda není otcem nějakého inženýra Pulce.
Zvláštní význam má zmínka o „doktoru Petiškovi z Brandýsa nad Labem“ v replice Faráře v Němém Bobši – inspirací byl cimrmanovský herec František Petiška, v civilu lékař žijící v Brandýse nad Labem. Toto jméno se ovšem v textu objevilo až po Petiškově smrti roku 1980, do té doby šlo o „doktora Šubrta z Brodu“ a byl přejmenován právě na Petiškovu počest. Příjmení Šubrt pak posloužilo jako „krycí jméno“ postavy inspirované Petiškou ve filmu Nejistá sezóna (hrál ji Josef Vondráček). V Brandýse nad Labem žil i Petr Brukner (je o tom zmínka v semináři představení Posel z Liptákova, kde vystupuje jako dálkový student cimrmanologie), a po jistou dobu i Ladislav Smoljak, když učil na zdejším gymnáziu.

## Filmy a seriál
Z iniciativy členů Divadla Járy Cimrmana vzniklo také několik filmů s cimrmanovskou tematikou. Ve všech ztvárňují herci divadla Járy Cimrmana alespoň vedlejší role. V roce 2022 se začal natáčet také první seriál s cimrmanovskou tematikou.
- Stopa vede do Liptákova (pseudodokumentární film, Ondrej Očenáš, 1969), účinkují: Zdeněk Svěrák, Karel Velebný, Jiří Šebánek a Miloň Čepelka;
- Jára Cimrman ležící, spící (hraný film, Ladislav Smoljak, 1983), účinkují: Zdeněk Svěrák, Jaroslav Vozáb, Jaroslav Weigel, Ladislav Smoljak, Pavel Vondruška, Petr Brukner, Jan Hraběta, Genadij Rumlena a Jan Kašpar;
- Rozpuštěný a vypuštěný (hraný film, Ladislav Smoljak, 1984), účinkují: Jan Hraběta, Jan Kašpar, Zdeněk Svěrák, Petr Brukner, Jaroslav Vozáb, Václav Kotek, Jaroslav Weigel, Pavel Vondruška, Ladislav Smoljak a Genadij Rumlena;
- Nejistá sezóna (hraný film, Ladislav Smoljak, 1988), účinkují: Zdeněk Svěrák, Ladislav Smoljak, Miloň Čepelka, Jaroslav Weigel, Jaroslav Vozáb, Jan Hraběta, Petr Brukner, Genadij Rumlena, Jan Kašpar, Michal Weigel, Václav Verner, Robert Bárta, Bořivoj Penc a Václav Kotek;
- Expedice Altaj. Cimrman mezi jeleny (pseudodokumentární film, Vojtěch Kotek, 2007), účinkují: Miloň Čepelka, Václav Kotek, Genadij Rumlena, Petr Reidinger, Zdeněk Škrdlant, Václav Verner, Vojtěch Kotek, Jiří Kalina a Luděk Minařík;
- Štace Miloně Čepelky (dokumentární film, Patrik Ulrich, 2021), účinkují: Miloň Čepelka, Zdeněk Svěrák, Petr Brukner, Jan Hraběta, Genadij Rumlena, Josef Čepelka, Miroslav Táborský a Ondřej Vetchý;
- Stopy Járy Cimrmana (šestidílný pseudodokumentární seriál, Patrik Ulrich, 2023), účinkují: Miroslav Táborský, Zdeněk Svěrák, Miloň Čepelka, Petr Brukner, Jan Hraběta, Ondřej Vetchý, Vojtěch Kotek, Marek Šimon, Petr Reidinger, Genadij Rumlena, Robert Bárta, Zdeněk Škrdlant, Michal Weigel, Josef Čepelka a Tomáš Maleček;
- Cimrmani zblízka (dokumentární film, Filip Nesládek a Marek Šimon, 2024), účinkují Marek Šimon, Zdeněk Svěrák, Miloň Čepelka, Petr Brukner, Jan Hraběta, Genadij Rumlena, Robert Bárta, Petr Reidinger, Miroslav Táborský, Ondřej Vetchý, Zdeněk Škrdlant, Vojtěch Kotek, Luděk Minařík, Václav Verner, Milan Svoboda, Michal Weigel a Josef Čepelka.

Členové divadla běžně dostávali malé role i v dalších filmech se Svěrákovým scénářem a/nebo Smoljakovou režií, které s Cimrmanem nijak nesouvisely (např. Jáchyme, hoď ho do stroje!, Na samotě u lesa, Marečku, podejte mi pero!, Kulový blesk, Lotrando a Zubejda, Vratné lahve, Tři bratři, Betlémské světlo aj.). Prostřednictvím těchto filmů se k divadlu dostali herci Miroslav Táborský a Ondřej Vetchý. Několik herců divadla účinkovalo rovněž v seriálu Horákovi.

## Členové divadla
V následujících tabulkách jsou uvedeni současní i bývalí členové DJC.

### Současní členové
| Jméno a fiktivní titul         | Portrét | Životní data | Doba působení v DJC                                        | Původní profese                |
| ------------------------------ | ------- | ------------ | ---------------------------------------------------------- | ------------------------------ |
| inženýr* Robert Bárta          |         | *1958        | 1980–dosud (zároveň kulisák)                               | stavební inženýr               |
| doktor Petr Brukner            |         | *1943        | 1967–dosud (původně kulisák a oponář)                      | projektant                     |
| bakalář Josef Čepelka          |         | *1975        | 2011–dosud (profesionální posila)                          | herec                          |
| profesor Miloň Čepelka         |         | *1936        | 1967–dosud (zakládající člen, původně nehrající moderátor) | učitel                         |
| doktor inženýr Jan Hraběta     |         | *1940        | 1973–dosud (původně kulisák)                               | elektromechanik                |
| bakalář Vojtěch Kotek          |         | *1988        | 2011–dosud (profesionální posila)                          | herec                          |
| Tomáš Maleček                  |         | *1996        | 2025–dosud                                                 | novinář                        |
| doktor Petr Reidinger          |         | *1968        | 1992–dosud (původně kulisák)                               | elektrikář                     |
| inženýr Genadij Rumlena        |         | *1950        | 1974–dosud (původně kulisák)                               | skladník, průvodčí a kolportér |
| doktor* Zdeněk Svěrák          |         | *1936        | 1967–dosud (zakládající člen a spoluautor)                 | učitel                         |
| profesor Milan Svoboda         |         | *1951        | 2010–dosud                                                 | dirigent a učitel              |
| magistr Marek Šimon            |         | *1952        | 1984–dosud (původně kulisák)                               | topič                          |
| Zdeněk Škrdlant                |         | *1963        | 1994–dosud (zároveň kulisák)                               | horolezec                      |
| magistr* Miroslav Táborský     |         | *1959        | 2010–dosud (profesionální posila)                          | herec a učitel                 |
| odborný asistent Ondřej Vetchý |         | *1962        | 2019–dosud (profesionální posila)                          | herec                          |
| Michal Weigel                  |         | *1954        | 1979–dosud (zároveň kulisák)                               | grafik                         |

* Jsou nositeli tohoto titulu i ve skutečnosti. Robert Bárta je inženýrem (Ing.), Zdeněk Svěrák obdržel čestný doktorát (dr. h. c.) a Miroslav Táborský je dokonce dvojitým – magistrem (Mgr.) a magistrem umění (MgA.)
Roli promítače ve hře Akt, roli asistenta v semináři hry Vyšetřování ztráty třídní knihy, roli asistenta v semináři hry Cimrman v říši hudby, roli asistenta v semináři hry Posel z Liptákova, dvojroli nezkušeného technika Romana Měcháčka a herce znázorňujícího pojištěného rolníka v semináři hry Dobytí severního pólu, roli jeskyňky ve hře Blaník a roli kulisáka Plcha v semináři hry Afrika tradičně ztvárňují aktivní kulisáci Divadla Járy Cimrmana. 
V současné době v divadle jako kulisáci pracují:
- herci Robert Bárta, Zdeněk Škrdlant a Michal Weigel.
- Dan Holomý, Jiří Kalina[pozn. 4], Luděk Minařík, Dominik Štemberk, Václav Verner a Martin Weigel.[9]

Na chodu souboru se dále podílí manažerka Alena Kotková, kostymérka Naděžda Zachová a fotografky Veronika Matějková a Pavla Černá.

### Bývalí členové
| Jméno a fiktivní titul                 | Portrét | Životní data | Doba působení v DJC                                                         | Původní profese                 |
| -------------------------------------- | ------- | ------------ | --------------------------------------------------------------------------- | ------------------------------- |
| Petr Čada                              |         | ?            | 1968–1969 (zároveň kulisák, pouze ve stažené DZ)                            | technik                         |
| Jindřich Holna                         |         | 1944–2021    | 1967–1976 (zároveň kulisák)                                                 | technik                         |
| Jan Kašpar                             |         | 1952–2013    | 1973–2013 (hercem do smrti; původně kulisák)                                | zámečník                        |
| doktor Jan Klusák                      |         | *1934        | 1969–1976 (zároveň skladatel hudby)                                         | hudební skladatel               |
| inženýr Václav Kotek                   |         | 1953–2019    | 1974–2019 (do smrti; původně kulisák)                                       | technik                         |
| Josef Koudelka                         |         | *1948        | 1970–1980, 2006–2008 (původně kulisák)                                      | fotograf                        |
| Andrej Krob                            |         | *1938        | 1973–1975, 1990–1992, 2013–2023 (původně kulisák)                           | režisér                         |
| Vít Mach                               |         | ?            | 1968–1969 (pouze ve stažené DZ)                                             | technik                         |
| František Malota                       |         | ?            | 1967–1973 (zároveň kulisák)                                                 | technik                         |
| Jiří Menzel                            |         | 1938–2020    | 1976–1980                                                                   | režisér                         |
| Milan Papírník                         |         | ?            | 1968–1969 (zároveň kulisák, pouze ve stažené DZ)                            | zvukař                          |
| doktor Bořivoj Penc                    |         | 1936–2018    | 1983–2018 (hercem do smrti)                                                 | nástrojář                       |
| doktor František Petiška               |         | 1934–1980    | 1970–1980                                                                   | lékař a básník                  |
| Josef Podaný                           |         | ?            | 1968–1969 (pouze ve stažené DZ)                                             | novinář                         |
| profesor Ladislav Smoljak              |         | 1931–2010    | 1967–2010 (zakládající člen, hercem do smrti, zároveň spoluautor a režisér) | učitel                          |
| Jiří Stivín                            |         | *1942        | 1968–1969 (pouze ve stažené DZ)                                             | hudebník                        |
| docent Jiří Šebánek                    |         | 1930–2007    | 1967–1969 (zakládající člen)                                                | rozhlasový redaktor, scenárista |
| Ivan Štědrý                            |         | 1934–2017    | 1968–1969 (pouze ve stažené DZ)                                             | hudebník                        |
| profesor akademický sochař Jan Trtílek |         | *1938        | 1967–1968 (zakládající člen)                                                | sochař                          |
| Jaroslav Uhlíř                         |         | *1945        | 1977, 1990–1992, 1994–1995 (zároveň skladatel hudby)                        | hudební skladatel               |
| inženýr Oldřich Unger                  |         | 1934–2015    | 1967–1978 (zakládající člen)                                                | rozhlasový redaktor a reportér  |
| doktor Evžen Hedvábný (Karel Velebný)  |         | 1931–1989    | 1967–1969 (zakládající člen)                                                | hudebník                        |
| profesor Pavel Vondruška               |         | 1925–2011    | 1969–2010                                                                   | dirigent                        |
| docent Jaroslav Vozáb                  |         | 1919–1988    | 1968–1988 (hercem do smrti)                                                 | překladatel a tlumočník         |
| docent Jaroslav Weigel                 |         | 1931–2019    | 1970–2019 (hercem do smrti, zároveň výtvarník a scénograf)                  | výtvarník a učitel              |

V minulosti v divadle jako kulisáci pracovali:
- současní herci Petr Brukner, Jan Hraběta, Petr Reidinger, Genadij Rumlena a Marek Šimon,
- bývalí herci Petr Čada (kulisákem po celou dobu), Jindřich Holna (kulisákem po celou dobu), Jan Kašpar, Václav Kotek, Josef Koudelka, Andrej Krob, František Malota (kulisákem po celou dobu) a Milan Papírník (kulisákem po celou dobu)
- a dále Jiří Čelikovský, Aleš Duda, Petr Dvořák, Tomáš Edel, Petr Hecht, Ivan Hermel, Ivo Jahelka[pozn. 5], Jiří Kočí, Karel Kučera, Jiří Kunc, Arnošt Kurell, Ivo Maurenc, Ladislav „Papoušek“[pozn. 6], Dan Pokorný, Dan Řezníček, David Wünsch a Milan Zuščák.

V minulosti se na chodu divadla dále podílel manažer (a zároveň herec a dříve i kulisák) Václav Kotek.

## Sociální sítě
Divadlo Járy Cimrmana se do roku 2018 dalo volně pouštět na všech možných platformách typu Spotify, Apple Music a dalších. Poté však bylo, stejně jako většina mluveného slova, z platformy staženo. V roce 2016 se na YouTube objevil kanál Jára Cimrman, kde byly všechny videosnímky k dispozici volně. V červnu roku 2020 byl tento kanál smazán, a to v důsledku probíhajícího soudního sporu, v němž se Filip Smoljak, jeden ze čtyř potomků zesnulého spoluautora a režiséra divadla Ladislava Smoljaka, dožaduje po společnosti Originální videojournal určitých informací právě o nahrávkách Divadla Járy Cimrmana. Pražská firma Originální videojournal, kterou rovnými díly vlastní Pavel Kačírek, Jarmila Konířová, Andrej Krob a Olga Pešková, pořídila mnohé z nahrávek, které se na zmíněném kanálu na YouTube objevily. Byť firma své nahrávky nelicencovala, proti jejich použití na internetovém videokanálu dosud neprotestovala.[zdroj?]
Velkou revoluci na YouTube provedl kanál Golem, který se zaměřil na raritní snímky vystoupení DJC ze staré i nové doby, vesměs v audio provedení. Mezi ně patří Lijavec s Jaroslavem Vozábem, Němý Bobeš s Oldřichem Ungerem nebo např. různá provedení hry Cimrman v říši hudby. Představení mají zpravidla vzácná obsazení a některá jsou ještě v dřevní podobě z konce 60. let (např. Akt nebo Vyšetřování ztráty třídní knihy). Zcela unikátní jsou záznamy vystoupení Františka Petišky nebo Jana Klusáka. Majitel kanálu tuto svou činnost zdůvodnil v odpovědi jednomu uživateli takto: „Podívejte se, Cimrman je pro mě národní klenot. Jenže já se narodil do doby, kdy se tento fenomén blíží ke konci bohužel. Nechci aby to tak bylo, ale je to prostě pravda. Když jsem byl poprvé v divadle už nežil ani Jaroslav Weigel. Ale právě to mě motivuje. Vozáb, Petiška, Unger, Vondruška, nechci, aby se na ně zapomnělo a na oficiálních záznamech nejsou. Proto to sbírám. Navíc já je mám rád a chci je slyšet ve všech jejich rolích a snažím se na to nějak najít. A když najdu, proč si to nechávat pro sebe, že? Proto to dělám.“[zdroj?]